# 沈豫
沈豫（?—?），字小旉，號補堂。蕭山（今属浙江）人。
道光时為諸生，游学于江淮。久困場屋，授課於鄉里，工駢文，精於《春秋》，獨取服虔之注解，辑有《春秋左传服注存》二卷。著有《皇清經解淵源錄》、《皇清經解提要》、《群書提要》、《周官识小》、《左官异礼略》、《仿今言》、《芙村文鈔》等, 自刊為《蛾術堂集》十四種。